# أنطونيو لندن
أنطونيو لندن (بالإنجليزية: Antonio London)‏ هو لاعب كرة قدم أمريكية أمريكي، ولد في 14 أبريل 1971 في تولاهوما في الولايات المتحدة.

## وصلات خارجية
- أنطونيو لندن على موقع مرجع كرة القدم المحترفة.كوم (الإنجليزية)